# Little Belize
Little Belize és una ciutat del districte de Corozal, a Belize. Al darrer cens, realitzat l'any 2000, la seua població era de 2.059 habitants. A mitjans del 2005, s'estimava la seua població en 2.200 habitants. Està situada a nivell del mar, i la majoria dels seus habitants professen el mennonisme.